# Université François-Joseph
L’université royale hongroise François-Joseph (hongrois : Magyar Királyi Ferenc József Tudományegyetem) est la deuxième université moderne du royaume de Hongrie au sein de l'Autriche-Hongrie. Fondée en 1872, son siège est initialement dans la ville transylvaine de Kolozsvár. Après la Première Guerre mondiale, il déménage à Budapest pour une courte période (1919-1921) puis à Szeged (1921-1940). En 1940, après le deuxième arbitrage de Vienne qui cède la Transylvanie du Nord, dont Kolozsvár, à la Hongrie, l'université est réinstallée dans son ancien siège. Après la fin de la Seconde Guerre mondiale le territoire transylvain est de nouveau cédé au royaume de Roumanie par le traité de paix de Paris. Les autorités roumaines devenues communistes renomment l'université « François-Joseph » en « université Bolyai » (en l'honneur du mathématicien János Bolyai) puis « Babeș-Bolyai » (en l'honneur du médecin microbiologiste Victor Babeș), de sorte que ses étudiants l'ont surnommée « université BB ».
L'université François-Joseph est un important centre de science et d'éducation de la monarchie austro-hongroise. Il est probablement mieux connu pour son rôle de premier plan dans les mathématiques, ce qui lui a valu le nom de "Göttingen de la monarchie". L'université a attiré des mathématiciens tels que Béla Szőkefalvi-Nagy, Gyula Farkas, Lipót Fejér, Alfréd Haar, Frigyes Riesz, Ludwig Schlesinger et Gyula Vályi (en).

## Histoire

### Prémices
En 1581, Étienne Báthory, prince de Transylvanie et roi de Pologne, fonde un Collège (en) Jésuite à Kolozsvár. En 1688, l'Église catholique établit une académie à Kolozsvár sous la direction des Jésuites. En 1776, l'impératrice Marie-Thérèse crée l'université allemande de Klausenburg. Joseph II d'Autriche la remplace par le Lycée Académique Royal dirigé par l'Ordre Piariste où l'enseignement est dispensé en latin.

### Époque moderne
L'université porte le nom de François-Joseph, empereur d'Autriche et roi de Hongrie. L'université est fondée cinq ans après le compromis austro-hongrois de 1867. Il existe alors une demande accrue pour l'enseignement supérieur pour laquelle la Hongrie ne dispose pas d'un nombre suffisant d'institutions (5 universités). Pour gérer cette situation József Eötvös, ministre hongrois du culte et de l'enseignement Public, propose le 11 mai 1870 au parlement hongrois de créer une nouvelle université soit à Pozsony, soit ou Kolozsvár. La dernière solution est finalement choisie en 1872 avec l'approbation du roi sous le ministère de Tivadar Pauler (en), successeur de Eötvös dont la maladie puis le décès on retardé le processus.
Peu de temps après, le 11 juin 1872, le premier ministre Menyhért Lónyay et deux autres ministres, Lajos Tisza (en) aux transports et Tivadar Pauler à l'éducation, visitent Kolozsvár et remettent les anciens bâtiments du conseil du comté à l'université et annoncent la disponibilité de postes d'enseignants. Trente-neuf sont sélectionnés parmi plus de cent-vingt candidats sur la recommandation d'Ágoston Trefort (en), ministre du culte et de l'éducation du nouveau gouvernement. Le roi François-Joseph nomme 34 professeurs ordinaires et cinq professeurs extraordinaires, respectivement le 29 septembre et le 17 octobre 1872. Ces derniers prêtent serment devant le commissaire ministériel Imre Mikó le 19 octobre 1872, dans la salle de gala du Lycée catholique romain. Les autorités universitaires sont formées par la suite. Áron Berde (hu) est élu recteur et Sámuel Brassai prorecteur de l'université.
Le parlement adopte le projet de loi le 12 octobre 1872 et promulgue les articles XIX et XX de 1872. Le premier, intitulé "Concernant la création et l'organisation provisoire de l'université royale hongroise de Kolozsvár", met en place l'organisation et les règlements, tandis que le dernier précise le contexte financier de l'institution. L'université fonctionne dès le 11 novembre 1872 et accueille 258 étudiants dans quatre facultés (études juridiques et politiques, médecine, philosophie et sciences).

## Structure
L'université de Kolozsvár est fondée en 1872 avec les branches suivantes :
- Faculté de droit et de science politique : 12 enseignants et 174 étudiants en 1872.
- Faculté de médecine : 11 enseignants et 51 étudiants en 1872.
- Faculté des arts, langue et histoire : 10 enseignants et 22 étudiants en 1872.
- Faculté des mathématiques et des sciences naturelles (jusqu'en 1896 : faculté des sciences naturelles et des volumes) : 7 enseignants et 37 étudiants en 1872. Cette structure est élargie à la faculté d'économie en 1940.

La première année d'enseignement (1872) est composée de 284 étudiants inscrits, 40 professeurs réguliers et extraordinaires et 11 assistants d'enseignement.

## Anciens étudiants
- Endre Bajcsy-Zsilinszky
- István Bibó
- Emil Isac (en)
- Attila József
- Iuliu Maniu
- Tibor Radó

## Littérature(hu)
- György Gaal: Egyetem a Farkas utcában, Erdélyi Magyar Műszaki Tudományos Társaság (2e édition), Kolozsvár, 2002  (ISBN 973 0 02284 4)
- György Gaal: Egyetem a Farkas utcában, Scientia Kiadó (3e édition, 428 pages avec 8 pages de résumé en anglais), Kolozsvár, 2012  (ISBN 978 973 1970 70 7)